# Toots and the Maytals
Toots and the Maytals var en jamaicansk ska- och reggaegrupp som bildades 1966, då under det utifrån hebreiskan konstruerade namnet "The Maytals" (= daggdropparna). Huvudfiguren Toots Hibbert sägs vara den person som myntade uttrycket reggae och använde rytmgitarr i rocksteady-singeln "Do the Reggay" från 1968, även om han stavade ordet med "-ay" i stället för "-ae" på slutet. Då gruppen bildades var ska-stilen den som var inne på Jamaica. Musikerna i gruppen har skiftat ofta, men Toots har alltid varit ledaren. Toots and the Maytals betraktas allmänt som legender inom ska, rocksteady och reggae. Toots blev dessutom kultfigur och favoritartist för den tidiga skinheadrörelsen bland vit arbetarklassungdom i Storbritannien. Basgången i låten "54-46 That's My Number" är en av världens mest kända, och förmodligen den genom tiderna mest "lånade" (samplade) av artister inom och utanför reggae-genren.

## Genombrott på Jamaica 1964
Frederick "Toots" Hibbert, gruppens ledare, föddes i Clarendon i May Pen, Jamaica som den yngste i en skara på sju barn. När han växte upp sjöng han gospel i en kyrkokör. Han flyttade till Jamaicas huvudstad Kingston när han hade fyllt 16 år. Där träffade han Henry "Raleigh" Gordon och Nathaniel "Jerry" McCarthy, och de bildade en sångtrio som gick under namnen "The Flames" och, möjligen "The Vikings". Efter att ha döpt om sig till "The Maytals", släppte vokaltrion sitt första album – "Never Grow Old - presenting the Maytals" – inspelat 1962 – 1963 på producenten Clement "Coxsone" Dodds legendariska Studio One. Med uppbackning från Dodds studioband, de legendariska ska-musikerna Skatalites, medförde The Maytals gospelinspirerade harmonisång att skivan blev en succé när den släpptes 1964 och trion blev populärast i landet före en annan av Dodds tonårsgrupper – The Wailers, bildat av Neville Livingstone och med Bob Marley och Peter Tosh som permanenta medlemmar. The Maytals debutskiva gavs ut igen, med förbättrat ljud, av Heartbeat/Rounder Records år 1997, efterfrågad av Maytals- och Skatalites-fans över hela världen. 
Efter två år hos Studio One, samarbetade trion med Prince Buster en tid, tills de gav ut sitt andra album producerat av Byron Lee 1965. Gruppens lysande musikaliska karriär fick dock ett abrupt avbrott hösten 1966, när Hibbert dömdes till fängelse för marijuanabruk. Under tiden som Hibbert satt i fängelse utvecklades musiken på Jamaica från ska till rocksteady. När Toots Hibbert frigavs i slutet av 1967 bytte gruppen namn till "Toots and the Maytals" och började samarbeta med den kines-jamaicanske producenten Leslie Kong. Tre klassiska album spelades in med en uppsjö av hits i slutet av 1960-talet och början av 1970-talet, bl.a. den nämnda "Do the Reggay" 1968, "Pressure Drop", "54-46 was my Number" och "Monkey Man" 1970, som var gruppens första internationella hit. Toots and the Maytals var också en del av reggaens viktigaste genombrottshändelser genom sin medverkan i Jimmy Cliffs film The Harder They Come 1972 – Jamaicas och reggaens första långfilm.

## Internationell karriär

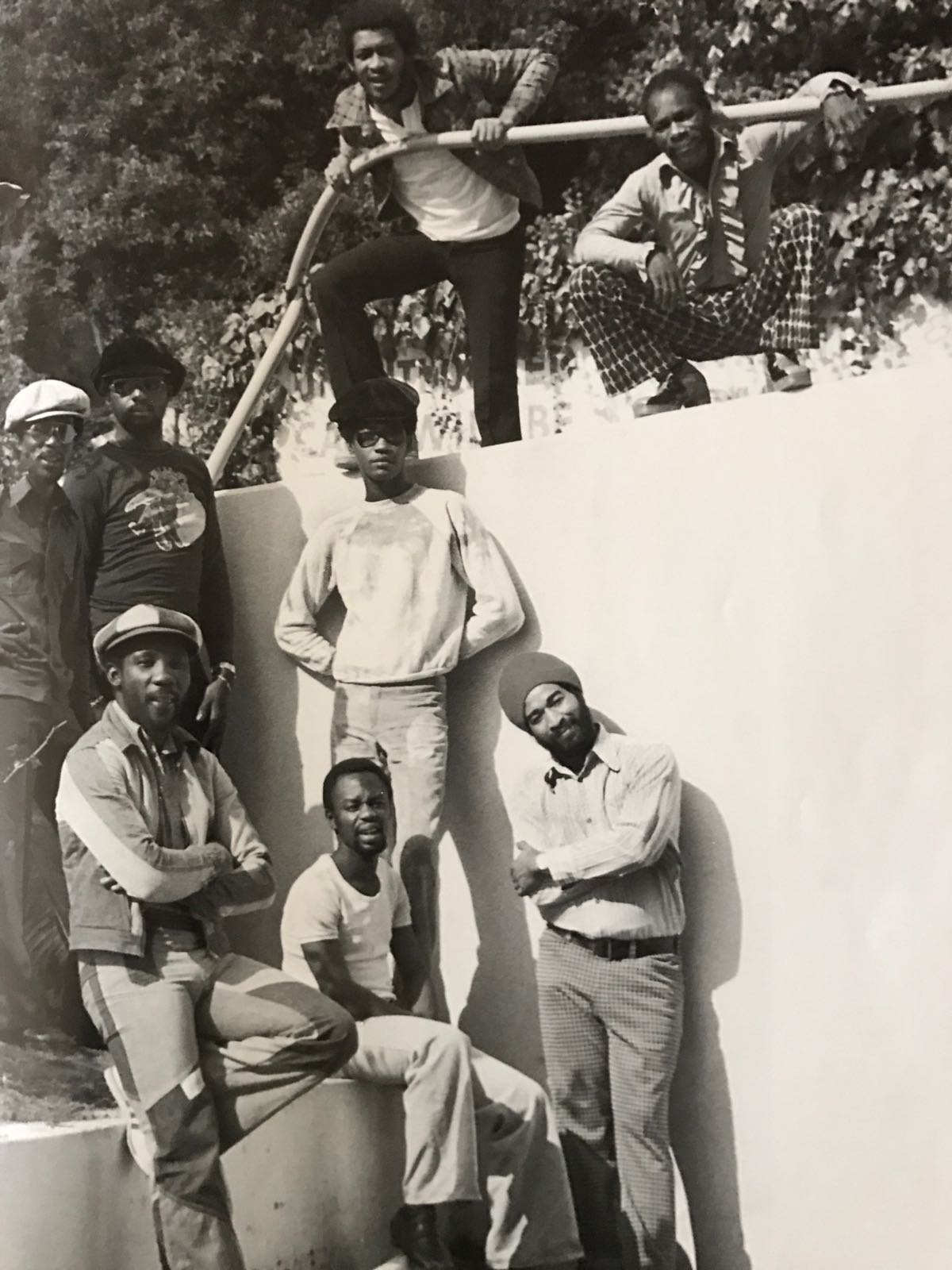
Första generation Toots and the Maytals med bland annat Jackie Jackson, Paul Douglas, Hux Brown och Radcliffe “Dougie” Bryan.

När Kong dog 1971 fortsatte The Maytals att samarbeta med Kongs medarbetare Warwick Lyn och skrev kontrakt med Chris Blackwells Island Records – det skivbolag som skulle komma att sprida reggaen över hela världen i och med Bob Marleys genombrott. Gruppen gav ut tre storsäljande album i rad och fick internationella hitar med "Funky Kingston" 1973 och "Reggae Got Soul" 1976.
Toots and the Maytals tidiga låtar fick en renässans åren 1978 – 1980 då en ska-våg drog genom Storbritannien och Västeuropa och The Specials gjorde en cover på "Monkey Man". Punken nosade också på ska och rocksteady och The Clash spelade in en version av "Pressure Drop"; andra covers spelades in av Sublime. Själva bröt Toots and the Maytals upp år 1981 efter att ha turnerat världen runt i tio år och spelat in skivor i 20 års tid. Toots gjorde dock några internationella framträdanden under 1980-talet, bl.a. på Hultsfredsfestivalen.
I början på 1990-talet började Toots turnera och spela in skivor igen med en ny uppsättning av The Maytals. Bandet fick 2005 en Grammy för årets bästa reggaeskiva – True Love – ett album bestående av nyinspelade versioner av klassikerna och med legendariska musiker som Bonnie Raitt, Willie Nelson, Eric Clapton och Keith Richards samt populära nya artister som No Doubt, Ben Harper, The Roots och Shaggy. 
2007 var Toots and the Maytals förband åt Rolling Stones när de uppträdde i Göteborg.
I augusti 2011 skulle Toots and the Maytals uppträtt på Uppsala Reggaefestival. Men Toots missade enligt arrangören sitt flygplan från London på grund av oväder, så The Maytals genomförde konserten i stället med Leba Hibbert, Toots dotter, på sång.
Toots Hibbert avled den 11 september 2020, 77 år gammal.

## Diskografi
Album
- From the Roots (1973)
- Funky Kingston (1973)
- Live at Reggae Sunsplash (1975)
- In the Dark (1976)
- Reggae Got Soul (1976)
- Pass the Pipe (1979)
- Just Like That (1980)
- Knock Out! (1981)